# كوكي ران: كينغدام
كوكي ران: كينغدام هي لعبة تقمص أدوار مجانية تم إنشاؤها بواسطة ديفيسترز كجزء السادس من سلسلة العاب كوكي ران. تم إصداره عالميًا في يناير 2021 ويجمع بين عناصر اللعب لبناء المدن ومحاكاة المعارك. تتميز اللعبة بأكثر من 200 مستوى. يقوم اللاعبون في هذه اللعبة ببناء ممالك بينما يقومون أيضًا بجمع الشخصيات عبر نظام غاشا الخاص بها للقتال في أوضاع لعب مختلفة. تشتمل انماط اللعب في هذه اللعبة على لاعب ضد لاعب (PVP)، وأنظمة المجموعات، وتحديات وتحالفات، وجزر استوائية توفر المزيد من الموارد بعد اكتمال الجزيرة، وأوضاع اللعب الموسمية. استراتيجية لآليات بناء الفريق، وحلقات خاصة تحتوي على قصص جانبية ترتبط بشخصيات جانبية رئيسية، ووضع القصة الرئيسي، استكشاف العالم، والذي يحتوي أيضًا على صعوبتين إضافيتين، والتي تحتوي على المزيد من المكافآت. تم إصداره لاحقًا على متجر جوجل، على الحاسب الشخصي في 12 يوليو 2023.

## استقبال
لاقت اللعبة شعبية كبيرة عند إصدارها.
تم تصنيف اللعبة في المرتبة 31 في فئة ألعاب لعب الأدوار المجانية في تايلاند. ومن حيث الألعاب المجانية، احتلت اليابان المرتبة الأولى في متجر تطبيقات ابل وتطبيقات جوجل. والمرتبة الثالثة في فئة ألعاب الأدوار المتعددة المجانية في الولايات المتحدة. كما احتلت المرتبة الأولى في كوريا الجنوبية، والثانية في تايوان، والثالثة في تايلاند، والخامسة في هونغ كونغ في فئة الألعاب المجانية على متجر تطبيقات ابل في يناير 2021. وفي كوريا الجنوبية وتايوان وتايلاند، احتلت إيرادات اللعبة المرتبة الأولى على متجر تطبيقات آبل، وفي هونغ كونغ وسنغافورة احتلت المرتبة الثالثة في يناير 2021. حصلت اللعبة على 10 ملايين عملية تنزيل في أول شهرين بعد إصدارها. وتم تنزيله أكثر من 150 مليون مرة اعتبارًا من يونيو 2021.

## روابط خارجية
- الموقع الرسمي للمطور
- الموقع الرسمي